# Mike Larrabee
Michael Denny »Mike« Larrabee, ameriški atlet, * 2. december 1933, Los Angeles, Kalifornija, ZDA, † 22. april 2003, Santa Maria, Kalifornija.
Larrabee je nastopil na Poletnih olimpijskih igrah 1964 v Tokiu, kjer je osvojil naslova olimpijskega prvaka v teku na 400 m in štafeti 4x400 m. 12. septembra 1964 je s časom 44,9 s izenačil svetovni rekord v teku na 400 m, ki so ga pred njim dosegli Otis Davis in Carl Kaufmann leta 1960 ter Adolph Plummer leta 1963. Veljal je do maja 1967, ko ga je izboljšal Tommie Smith.